# Джерачі-Сікуло
Джерачі-Сікуло (італ. Geraci Siculo, сиц. Jiraci) — муніципалітет в Італії, у регіоні Сицилія,  метрополійне місто Палермо.
Джерачі-Сікуло розташоване на відстані близько 470 км на південь від Рима, 75 км на схід від Палермо.
Населення — 1944 особи (2014).
Щорічний фестиваль відбувається 24 серпня. Покровитель — святий Варфоломій.

## Демографія
Населення за роками:

Станом на 1 січня 2023 року в муніципалітеті офіційно проживало 70 іноземців з 18 країн, серед них 12 громадян країн Євросоюзу.

## Сусідні муніципалітети
- Кастель-ді-Лучо
- Кастельбуоно
- Ганджі
- Нікозія
- Петралія-Сопрана
- Петралія-Соттана
- Сан-Мауро-Кастельверде